# Jens Knobloch
Jens Knobloch (* 15. Februar 1944) ist ein Ingenieur und Wissenschaftler, der während seiner 40-jährigen Tätigkeit in Industrie und Forschung wichtige Beiträge zur Entwicklung der Dresdner Mikroelektronik geleistet hat.

## Leben und Wirken
Jens Knobloch promovierte an der Technischen Universität Dresden und hat ab 1973 an der Arbeitsstelle für Molekularelektronik Dresden (AMD, später IMD, ZMD) führend am Entwurf hochintegrierter Schaltkreise gearbeitet. Bei der Entwicklung von hochkomplexen Schaltungen wie Taschenrechner- und Speicherchips hat er weitgehend Neuland betreten, besonders im Zusammenwirken von Design und Herstellungs-Technologie. Hervorzuheben ist seine Tätigkeit als Chefkonstrukteur beim Chipentwurf des modularen Mikroprozessorsystems U83 mit dem U830C als Prozessorelement und bei der Entwicklung des Megabitspeichers U61000. Für diese Projekte erhielt er 1980 und 1988 zweimal den Nationalpreis der DDR für Wissenschaft und Technik.
In den 1990er Jahren setzte sich Jens Knobloch für den Erhalt der Mikroelektronikindustrie und -forschung in Sachsen und Dresden ein. Er hat großen Anteil bei der Übernahme seines Entwurfsteams in die Fraunhofergesellschaft. Im Fraunhofer-Institut für Mikroelektronische Schaltungen und Systeme (heute IPMS Dresden) bearbeitete er Themen der Künstlichen Intelligenz und wirkte bis 2009 bei der strategischen Ausrichtung des Instituts mit, wobei er sich besonders für eine anwendungsnahe Forschung einsetzte.

## Auszeichnungen
- 1980: Träger des Nationalpreises der DDR II. Klasse für Wissenschaft und Technik: Für seinen Anteil an der Entwicklung einer Mikrorechnerfamilie und eines modularen Mikroprozessorsystems.
- 1988: Träger des Nationalpreises der DDR I. Klasse für Wissenschaft und Technik: Für seinen Anteil an der Schaffung der wissenschaftlich-technischen Grundlagen für die Entwicklung des 1-Megabit-Speicherschaltkreises und der Technologie zu seiner Herstellung

## Rezeption
- Deutsches Museum Bonn: Leihgaben zum Megabitspeicher »Abgeschnitten von der Außenwelt« (siehe auch Katalog des Deutschen Museums Bonn »Forschung und Technik in Deutschland nach 1945«  - Deutscher Kunstverlag, München 1995)
- Technisches Museum Dresden, Sonderschau: 50 Jahre Mikroelektronik in Dresden
- 2015 – 19. Leibniz-Konferenz 2015 – Digitale Revolution und Industrie 4.0 – 25 Jahre Entwicklungsabschluss des Megaspeichers in Dresden Entwicklung des Megabitspeichers U61000 1986 bis 1990
- 2018 – Die Leistungen der Dresdner bei der Entwicklung der Mikroelektronik – gestern und heute Podiumsdiskussion und Lesung aus der Autobiografie »Karl Nendel. General der Mikroelektronik« (Mitautor des gleichnamigen Buchs, 2017 bei BEBUG mbH, edition Berolina, Berlin)
- 2018 – Rückblick auf den Fernsehfilm Hemmungslose Optimisten: 30 Jahre DDR-Chip U 61000

| Personendaten    | Personendaten                           |
| ---------------- | --------------------------------------- |
| NAME             | Knobloch, Jens                          |
| KURZBESCHREIBUNG | deutscher Ingenieur und Wissenschaftler |
| GEBURTSDATUM     | 15. Februar 1944                        |